# Frederik Abrahamson
 Der er flere personer med dette navn, se Werner Hans Frederik Abrahamson.
Werner Hans Frederik Abrahamson (født 29. oktober 1822 i København, død 7. februar 1911 sammesteds) var en dansk officer og politiker.

## Militær karriere
Han var søn af oberst og og kammerherre Joseph Abrahamson og hustru født Frisch, blev løjtnant 1839, premierløjtnant 1846, kaptajn og adjudant ved Generalstaben 1848, major 1855, oberstløjtnant 1852, blev kommandør for krigstelegrafen 1863 og fik afsked 1864 som karakteriseret oberst. Han deltog i begge de slesvigske krige og bar Erindringsmedaljen for Krigen 1848-50 og Krigen 1864, ligesom han var Kommandør af 1. grad af Dannebrogordenen og Dannebrogsmand.
Han var udgiver af Militært Tidsskrift 1865-66, udgav Haandbog for Militairet samt en nekrolog over oberst Frederik Læssøe. 

## Politiker
Abrahamson havde sideløbende en politisk karriere som medlem af Folketinget 1856-57, borgerrepræsentant i København 1856-70 og slutteligt som rådmand i Københavns Magistrat 1870-1900. Han var medlem af bestyrelseskommissionen for Begravelsesvæsenet.
Han blev gift 31. oktober 1854 in Nødebo Kirke med Nina Sophie Frederikke Paulsen (13. marts 1835 i Stege - 16. december 1906 i København), datter af justitsråd og amtsforvalter Carl Ludvig Paulsen (28. august 1790 – 25. oktober 1842) og Nina Cathrine født Holten (30. marts 1804 – 21. september 1851) og søster til Johannes Paulsen.